# Fasciculus mamillothalamicus
Der Fasciculus mamillothalamicus, auch Vicq-d'Azyr-Bündel, ist ein Nervenfaserbündel und stellt eine Verbindungsbahn zwischen den Corpora mamillaria und dem Thalamus (Ncll. anteriores thalami) dar. Er ist Teil des Papez-Neuronenkreis. Auf Félix Vicq d’Azyr geht die Erstbeschreibung zurück. 